# アロナ・サネ
アロナ・サネ（Arona Sané、1995年6月21日 - ）は、セネガル・シンディア出身のサッカー選手。アロンドラスCF所属。ポジションはFW。

## クラブ経歴
2009年に14歳でアトレティコ・マドリードのカンテラへ入団し、2014-15シーズンにCチームへと昇格した。翌シーズンにはBチーム登録となり、Bチームでは3シーズンで102試合に出場して4ゴールを挙げた。
2018年5月6日、ラ・リーガのRCDエスパニョール戦にて、後半からビトーロとの交代でトップチームデビューを果たした。